# 阿萊克斯·迪·吉奧喬
阿萊克斯·迪·吉奧喬（義大利語：Alex Di Giorgio；1990年7月28日—）是一位意大利男子游泳運動員，主攻自由泳。他代表意大利參加了2012年倫敦奧運會和2016年里約奧運會的游泳比賽。

## 外部連結
- 阿萊克斯·迪·吉奧喬的X（前Twitter）
- 阿萊克斯·迪·吉奧喬的Instagram帳戶